# والری کورب
والری کورب (استونیایی: Valeri Korb؛ زادهٔ ۳ ژوئیهٔ ۱۹۵۴) سیاستمدار و نماینده سابق مجلس اهل استونی است.